# Козелець (Свецький повіт)
Козелець (пол. Kozielec, нім. Koselitz) — село в Польщі, у гміні Нове Свецького повіту Куявсько-Поморського воєводства.
Населення — 83 особи (2011).
У 1975-1998 роках село належало до Бидгощського воєводства.

## Демографія
Демографічна структура станом на 31 березня 2011 року:
|          | Загалом | Допрацездатний вік | Працездатний вік | Постпрацездатний вік |
| -------- | ------- | ------------------ | ---------------- | -------------------- |
| Чоловіки | 43      | 9                  | 31               | 3                    |
| Жінки    | 40      | 13                 | 22               | 5                    |
| Разом    | 83      | 22                 | 53               | 8                    |